# 新疆艺术剧院歌剧团
新疆艺术剧院歌剧团，隶属于新疆艺术剧院，是1973年成立的一个歌剧团。 

## 历史
新疆歌剧团前身为1951年成立的新疆省文工团戏剧队、1952年的新疆话剧队和1956年的维吾尔戏剧队。1957年，它与新疆歌舞团合并成立新疆歌舞剧团。1963年并入新组建的新疆歌舞话剧院，改称新疆话剧一团（又称维吾尔语剧团）。1973年，新疆歌舞话剧院撤消，在原话剧一团的基础上组建新疆歌剧团。新疆艺术剧院成立后，隶属于新疆艺术剧院。

## 演员
新疆维吾尔自治区歌剧团演员有吐尔迪·木沙、买买提明·奴肉孜、买买提·克里木、吐兰克孜、祖农克孜、帕坦姆·热依丁、买买提西里甫、卡德尔·库提鲁克、卡德尔·瓦尔斯等。导演投有斯拉吉丁·则帕尔、曹起志、木合塔尔、王成文、李纯信、尼加提·艾克拜尔、马合木提·阿木提、阿不里米提·沙地克等。

## 作品
剧团获奖作品有全国第一届话剧观摩演出三等奖（1956年）的维吾尔话剧《喜事》；全国少数民族戏曲剧种演出、录像奖的维吾尔剧《艾里甫与赛乃姆》（1984年）。《古兰木罕》与《木卡姆先驱》还获得文化部第七届“文华新剧目奖”（1997年）。2015年，它在第四届中国新疆国际民族舞蹈节上展示歌舞晚会《丝路舞魂》、音乐剧《阿拉木汗传说》。2021年9月，第六届全国少数民族文艺会演开幕式文艺晚会上新疆艺术剧院歌剧团表演歌舞《情满天山》。9月24日，圆梦奖在北京颁奖，新疆艺术剧院歌剧团《新疆是个好地方》获最佳剧目奖。